# Edgar Faure
Edgar Faure, född 18 augusti 1908 i Béziers, död 30 mars 1988, var en fransk politiker och historiker. Han företrädde det liberala partiet Parti Radical. 
Faure var en av landets mest framträdande politiker under efterkrigstiden och var ledamot av Nationalförsamlingen 1946-1958 och 1967-1980 samt dess talman 1973-1978. Åren 1958-1967 och 1980-1988 var han ledamot av senaten. Han ingick i flera regeringar 1950-1973 och var bland annat konseljpresident (premiärminister) 1952 och 1955-1956 samt utrikesminister 1955.
I Pompidous regering 1966 - 68 utsågs han i juli 1968 till undervisningsminister med uppgift att reformera skol- och universitetsväsendet efter studentoroligheterna samma år. Han genomförde flera reformer men avgick 1969. 
Till yrket var han advokat. Han har publicerat flera böcker och var 1978-1988 ledamot av Franska akademien.